# El Tajín (obra)
El Tajín se sitúa conscientemente al lado y después de varios textos de poesía civil, fruto de las luchas populares de fines de la década de los años cincuenta. El Tajín trasmite la idea del México en su devenir relejado en las ruinas de una civilización. El Tajín indica la vuelta al origen desde ese espacio vacío: la nada. 'El Tajín' es un poema transhistórico, mítico; pero es, a la vez, un testimonio directo de lo que ha quedado atrás. Lo que quedó atrás de 1963: el final de una década llena de violencia, de mexicanos que luchaban por una patria sin crímenes (ferrocarrileros, maestros, petroleros) y en que dirigentes honestos fueron perseguidos y encarcelados.